# (1883) Rimito
(1883) Rimito est un astéroïde de la ceinture principale.

## Description
(1883) Rimito est un astéroïde de la ceinture principale. Il fut découvert le 4 décembre 1942 à Turku par Yrjö Väisälä. Il présente une orbite caractérisée par un demi-grand axe de 2,41 UA, une excentricité de 0,26 et une inclinaison de 25,5° par rapport à l'écliptique.

## Compléments